# Folkpartiet (Dalmatien)
Folkpartiet (kroatiska: Narodna stranka) var ett kroatiskt politiskt parti i den österrikiska, sedermera österrikisk-ungerska, provinsen Dalmatien. Partiet grundades 1861 sedan Bachs absolutism misslyckats. Till partiets politiska mål hörde bland annat införandet av kroatiska som administrativt språk i provinsen samt en administrativ förening av Dalmatien med Kroatien och Slavonien inom Österrike-Ungern. Dessa mål hade sina rötter i illyrismen. Efter valet 1870 blev Folkpartiet det största partiet i den dalmatinska lantdagen och 1883 fullbordades ett av partiets mål då kroatiska blev det officiella språket i provinsen.
Partimedlemmarna var övervägande etniska kroater från den kroatiska majoritetsbefolkningen i Dalmatien. Men det fanns även medlemmar från de etniska minoriteterna, däribland serber och italienare. Partiets främsta motståndare var Autonomisternas parti vars medlemmar företrädandevis kom från den italienska minoriteten och som motsatte sig en förening av de "kroatiska länderna" inom Dubbelmonarkin. Den senare partiordförande för Autonomisternas parti Frano Borelli hade redan 1960 uttalats sig i Wien för större autonomi för Dalmatien och mot en föreningen av Dalmatien med Kroatien och Slavonien.
Folkpartiet upplöstes 1905 genom sammangående med Rättspartiet och bildandet av Kroatiska partiet.

### Fotnoter
1. 1 2 3  Povijest.net Arkiverad 28 mars 2014 hämtat från the Wayback Machine. (kroatiska)
2. ↑  Miroslav Krleža lexiografiska institut (kroatiska)